# Hinxhill
Hinxhill – wieś w Anglii, w Kent. Leży 3,9 km od miasta Ashford, 32 km od miasta Maidstone i 81,9 km od Londynu. W 1961 roku civil parish liczyła 43 mieszkańców.